# Дирварі (комуна)
Дирварі (рум. Dârvari) — комуна у повіті Мехедінць в Румунії. До складу комуни входять такі села (дані про населення за 2002 рік):
- Джемень (1357 осіб)
- Дирварі (1692 особи)

Комуна розташована на відстані 243 км на захід від Бухареста, 58 км на південний схід від Дробета-Турну-Северина, 62 км на захід від Крайови.

## Населення
За даними перепису населення 2002 року у комуні проживали 3049 осіб.
Національний склад населення комуни:
| Національність | Кількість осіб | Відсоток |
| -------------- | -------------- | -------- |
| румуни         | 2909           | 95,4%    |
| цигани         | 139            | 4,6%     |
| угорці         | 1              | < 0,1%   |

Рідною мовою назвали:
| Мова      | Кількість осіб | Відсоток |
| --------- | -------------- | -------- |
| румунська | 3024           | 99,2%    |
| циганська | 24             | 0,8%     |
| угорська  | 1              | < 0,1%   |

Склад населення комуни за віросповіданням:
| Релігія        | Кількість осіб | Відсоток |
| -------------- | -------------- | -------- |
| православні    | 3043           | 99,8%    |
| баптисти       | 4              | 0,1%     |
| римо-католики  | 1              | < 0,1%   |
| греко-католики | 1              | < 0,1%   |